# Matías Celis
Matías Jesús Celis Contreras (Santiago, Chile, 9 de enero de 1989) es un exfutbolista chileno que jugaba de centrocampista en Deportes Recoleta de la Segunda División Profesional de Chile.

## Carrera
Se inició en las divisiones inferiores del cuadro azul en el año 1998. Llamó la atención de Marcelo Bielsa, quien lo nominó para la Selección "Sparring". Participó en parte de la preparación de la Selección Sub-20 de Chile. Sin embargo, no fue tomado en cuenta por el DT de dicha selección Ivo Basay para la clasificación sudamericana al mundial. Debutó oficialmente en la "U" en el Torneo de Apertura 2009, Su primer partido como titular (antes solo había sido suplente) fue el 12 de abril de 2009 ante Santiago Morning. Partido que la "U" perdió por 3-1 de local utilizando equipo alternativo. Además, su primer clásico fue contra la Universidad Católica en el mismo torneo el 10 de mayo de 2009, ingresando en el segundo tiempo por Cristóbal López. Su equipo se impuso 1-0 en calidad de visitante. En ambas oportunidades las alternativas fueron debidas a la participación del equipo en la Copa Libertadores 2009, donde en ese momento el técnico era Sergio Markarián había ido rotando a los jugadores en el torneo local para darle descanso a los titulares.
El año 2010, para la segunda rueda del Campeonato Nacional es enviado a préstamo a Santiago Morning. Vuelve a la "U" para el año 2011 y es desechado por el técnico Jorge Sampaoli, por lo que será enviado a préstamo. Fue citado a la banca para el partido amistoso frente a Cruz Azul de México para la Noche Azul 2011 a falta de jugadores.
Tras no ser considerado por Jorge Sampaoli, vuelve a Santiago Morning. Anota su primer gol profesional el 11 de marzo de 2012 en un partido contra San Luis de Quillota por la Primera B.

## Selección chilena
Debutó en la selección chilena en un partido frente a México el 24 de septiembre de 2008. Lo más curioso es que aún no debutaba en su club.

### Partidos internacionales
| 1     | 24 de septiembre de 2008 | Los Angeles Memorial Coliseum, Los Ángeles, Estados Unidos | México     | 0-1 | Chile |   |  | Marcelo Bielsa | Amistoso |
| Total | Total                    | Total                                                      | Presencias | 1   | Goles | 0 |  |                |          |

| Selección chilena | Selección chilena | Selección chilena |
| Año               | Partidos          | Goles             |
| ----------------- | ----------------- | ----------------- |
| 2009              | 1                 | 0                 |
| Total             | 1                 | 0                 |

## Clubes
| Club                 | País  | Año       |
| -------------------- | ----- | --------- |
| Universidad de Chile | Chile | 2009-2010 |
| Santiago Morning     | Chile | 2010      |
| Universidad de Chile | Chile | 2011      |
| Santiago Morning     | Chile | 2011-2014 |
| Deportes Melipilla   | Chile | 2014-2017 |
| Deportes Recoleta    | Chile | 2017-2018 |

## Títulos

### Torneos nacionales
| Título           | Club                 | País  | Año    |
| ---------------- | -------------------- | ----- | ------ |
| Primera División | Universidad de Chile | Chile | 2009-A |